# Officerselev
Officerselev är en benämning som finns i olika länder för en person som är under utbildning till officer. 

## Danmark
I Danmark är en "officerselev" en officersaspirant med sergeants grad.

## Finland
I Finland menas med "officerselev" (upseerioppilas) en person som genomgår utbildning vid Reservofficersskolan i Fredrikshamn. Efter genomgången utbildning vid denna skola blir officerseleven utnämnd till officersaspirant. Innan beväringstjänsten avslutas befordras denne till fänrik i reserven.